# Homer Doliver House
Homer Doliver House, född den 21 juli 1878 i Kenwood, New York, död den 21 december 1949, var en amerikansk botaniker.
Auktorsnamnet House kan användas för Homer Doliver House i samband med ett vetenskapligt namn inom botaniken; se Wikipediaartiklar som länkar till auktorsnamnet.